# Javier Villa
Javier Villa García (Colunga, Asturias, España, 5 de octubre de 1987), comúnmente llamado Javi Villa, es un piloto español de automovilismo. Fue un piloto muy relevante de fórmulas, siendo el primer español en ganar una ronda de GP2 Series y llegando a realizar un test de Fórmula 1 para el equipo BMW Sauber en 2007. Actualmente es once veces campeón del Campeonato de España de Montaña.
Su familia regenta el circuito de karts de Soto de Dueñas, cerca de Arriondas.

## Carrera

### Inicios
Tras sus buenos resultados en el karting Asturiano, en 2002 se presenta al programa Repsol Racing For Spain de la RFEDA, con el premio de ser piloto oficial de la escudería de la federación asesorado por el Team Elías para el Campeonato de España de Fórmula Junior 1600 de 2003. Resultó elegido junto al catalán Carlos Álvarez.
La temporada fue algo decepcionante a nivel técnico. Carlos fue quinto, pero muy lejos de los punteros de la temporada y Javi Villa sólo pudo ser vigésimo, penalizado muy probablemente por su poco físico de la época.

### Fórmula 3
A pesar de ello y gracias al patrocinio de Mapfre consigue subir al Campeonato de España de Fórmula 3 con el Elide Racing. Fue bastante regular durante la temporada y logró como mejor resultado una cuarta plaza en el Circuit de Catalunya, además se llevó el trofeo al mejor Júnior de la temporada al batir a su único rival Roc Mas.
Para 2005 ficha por Racing Engineering, hasta el momento la mejor escudería del campeonato, Javi realiza una gran temporada empatando a puntos en la tercera posición del campeonato con Ricardo Risatti III y llegando con opciones de campeonar a la última ronda. Logró 3 victorias durante la temporada e impresionó a un Alfonso de Orleans-Borbón que le subiría a su división de GP2 la temporada siguiente.

### GP2 Series

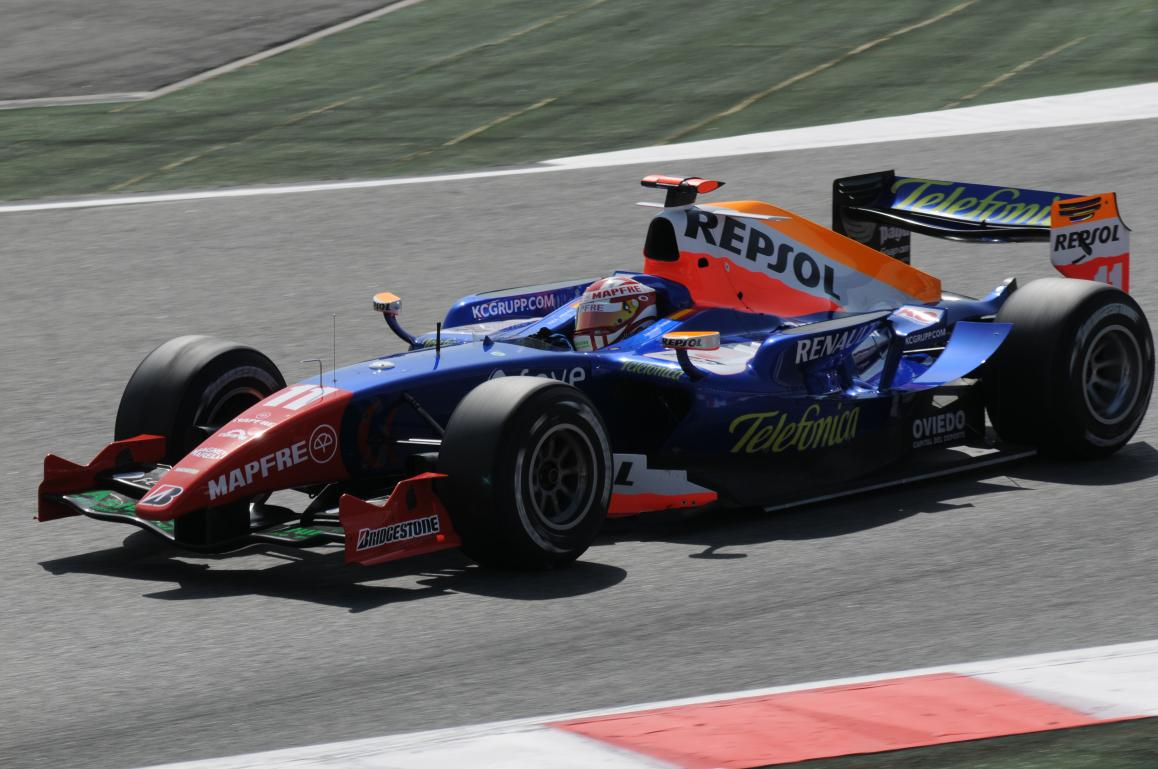
Villa con Racing Engineering en el Circuit de Catalunya. (2008)

En 2006 da el salto a la GP2 Series, antesala de la Fórmula 1, con de nuevo el patrocinio de Repsol. Compartió filas en el equipo con el irlandés Adam Carroll, quien logró 4 podios durante la temporada. Sin embargo Javi no se hizo al monoplaza y terminó vigesimosexto siendo uno de los peores pilotos de la temporada.
En 2007, permanece en la categoría de nuevo con Racing Engineering y tras una muy buena preparación entre temporadas, logra su primer podio con una segunda posición en la segunda carrera del GP de España. Posteriormente, alcanza su primera victoria en la carrera dominical del GP de Francia disputada en el circuito de Magny-Cours, siendo así el primer español en lograr una victoria en la breve historia de este campeonato. Además, estableció un nuevo récord de precocidad en el campeonato al vencer con 19 años y 8 meses, mejorando el que tenía Nico Rosberg, que ganó su primera carrera superada ya la veintena. Villa también fue el más joven en subir al podio y en liderar una carrera.
Formula 1
Tras su gran temporada y mejor progreso, el 4 de diciembre de 2007, Javi se subió por primera y única vez a un F1, realizando un test en el circuito de Jerez de la Frontera (España), con BMW Sauber. Este año también recibe el premio al Mejor deportista Asturiano 2007.
En la temporada 2008, siguió corriendo las GP2 Series con en la escudería Racing Engineering y aunque todo indicaba que si seguía con la progresión sería uno de los pilotos que pelearía por el título, sólo logró 8 puntos durante el año. Más inexplicable fue esta temporada para él cuando su compañero, Giorgio Pantano, fue el vencedor del campeonato.
Para la temporada 2009, y tras disputar la GP2 Asia Series con Super Nova Racing, volvería a correr la GP2 Series con esa misma escudería, en ambas competiciones fue cuarto. En 2010 la GP2 Asia Series la disputa con Arden International logrando dos podios y quedando cuarto a pesar de no haber disputado la primera ronda, pero se queda sin presupuesto para disputar las series Europeas y termina su andadura en la GP2. 

### Turismos

Javi Villa en el Circuito de Boavista con su BMW (2011)

Villa se pasó a los turismos para disputar la MINI Challenge España con la escudería Lenker&Grümblau. Junto a su compañero de coche José Manuel de los Milagros, lograron llevarse el título. En 2011 seguiría en esa categoría, pero corriendo en solitario y siendo finalmente cuarto tras perderse la tercera ronda.
Campeonato del Mundo de Turismos
En el 2011 debuta en el WTCC con la escudería Proteam Motorsport. Logra ser duodécimo con 59 puntos logrando como mejor resultado un tercer puesto en Hungaroring. En la ronda de Valencia estuvo a punto de ganar una de las carreras, pero tuvo que abandonar tras recibir un toque de otro rival. Quedó quinto en el campeonato de Independientes.
Nascar Europea
En el 2012 compite en el primer campeonato de NASCAR que se hace en Europa, llamada ese año Racecar EuroSeries. Ganó su primera carrera en el segundo meeting en Brands Hatch y terminó tercero en el campeonato, resultando vencedor en la disciplina júnior (menores de 25 años). La temporada siguiente repitió ya en la renombrada Nascar Wheelen Euroseries, pero la abandonó a la mitad aquejado de los problemas mecánicos que sufría su coche.
En años posteriores ha corrido algunas carreras de la Clio Cup Spain y estuvo cerca de disputar las temporadas enteras de 2014 y 2017. Además ha sido piloto de pruebas de la RFEDA para ajustar los BOP del Campeonato de España de Turismos.

### Campeonato de España de Montaña

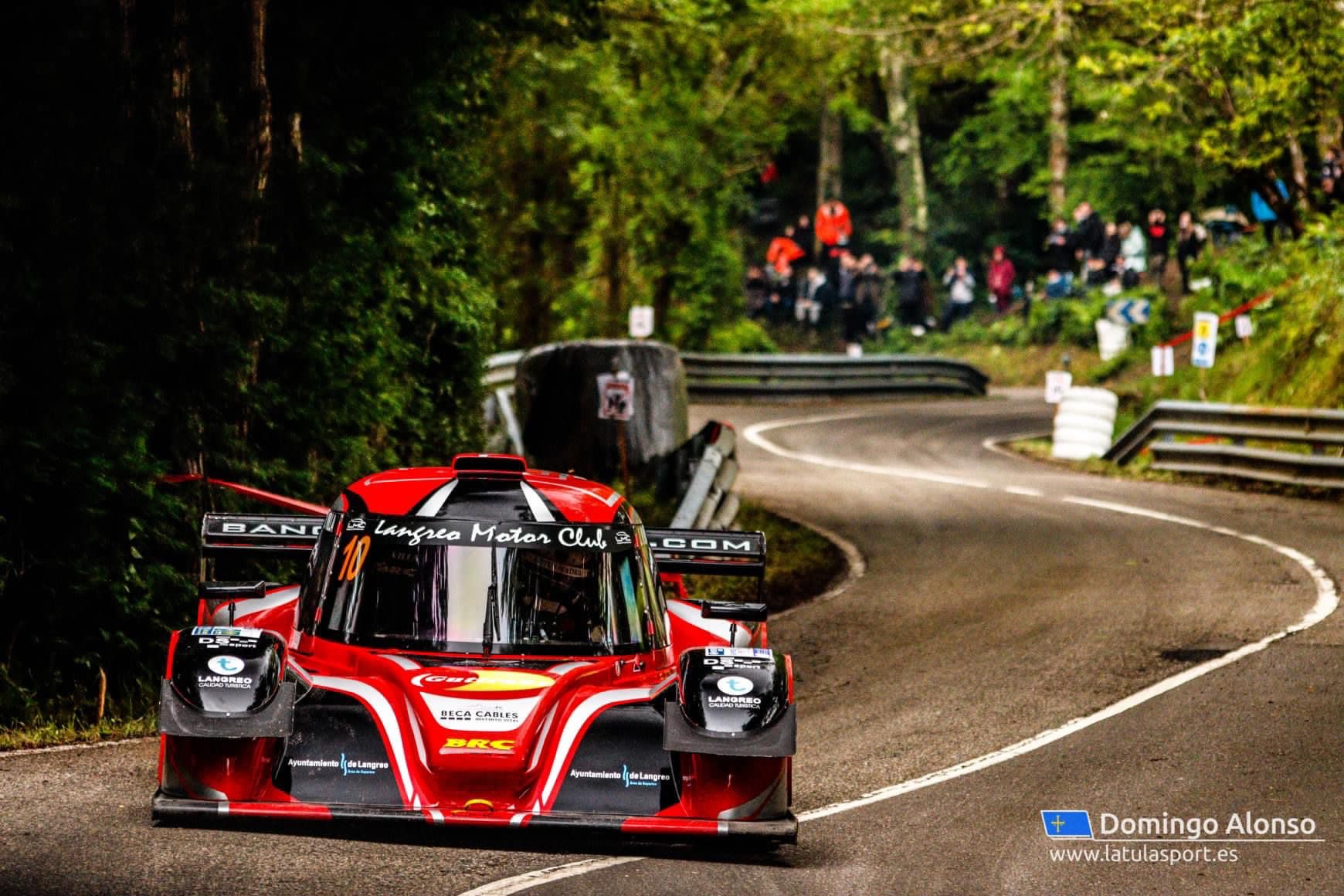

Habiendo debutado con victoria en 2011 en la subida a Santo Emiliano, Javi Villa disputó la temporada 2012 del Campeonato de España de Montaña con un CM de BRC53  (Bango Racing Cars), consiguiendo un gran subcampeonato con 6 victorias scratch de 7 subidas que disputó, finalizando a sólo 10 puntos del campeón Óscar Palacios. Desde entonces, siendo concursante del Langreo Motor Club y obteniendo muchas victorias, hasta la fecha ha logrado ser campeón de las temporadas 2013, 2014, 2015, 2016, 2021 y 2022 en la categoría C2; de 2017, 2019, 2020 y 2024 en la Categoría 1 y de 2023 en la categoría C3.

### Rally
En 2023 Villa comienza sus primeros kilómetros en los Rallys dentro de la escudería Toyota Asturias en la Toyota GR Iberian Cup a los mandos del Toyota Yaris GR, disciplina que se realiza en España y Portugal, tanto en asfalto como tierra. Logra terminar quinto en la general llegando a sumar tres podios consecutivos en la segunda mitad de la temporada junto a su copiloto Enrique Velasco. Para 2024 siguen ambos en la misma copa y logran ser subcampeones.

## Palmarés en el karting
| Temporada | Series                                         | Pos. |
| --------- | ---------------------------------------------- | ---- |
| 1996      | Campeonato de Asturias - Cadete                | 5.º  |
| 1997      | Campeonato de Asturias - Cadete                | 3.º  |
| 1998      | Campeonato de Asturias - Cadete                | 1.º  |
| 1999      | Trofeo de invierno de Castilla y León - Cadete | 2.º  |
| 1999      | Open Ford - Cadete                             | 8.º  |
| 2000      | Campeonato de España de Karting - Cadete       | 5.º  |
| 2000      | Trofeo de invierno de Castilla y León - Cadete | 1.º  |
| 2000      | Open Toyota - Cadete                           | 2.º  |
| 2000      | Trofeo de Asturias ¿? - Junior                 | 2.º  |
| 2001      | Campeonato de Asturias - Junior                | 1.º  |
| 2002      | Open Toyota - Junior                           | 5.º  |

## Resumen de trayectoria

### Circuitos
| Temporada    | Series                                | Escudería                          | Carreras | Victorias | Poles | VR | Podios | Puntos   | Pos.     |
| ------------ | ------------------------------------- | ---------------------------------- | -------- | --------- | ----- | -- | ------ | -------- | -------- |
| 2003         | Fórmula Junior 1600 Española          | Repsol Racing for Spain - Elías    | 12       | 0         | 0     | 0  | ?      | 11       | 20.º     |
| 2004         | Campeonato de España de F3            | Elide Racing                       | 14       | 0         | 0     | 0  | 1      | 29       | 9.º      |
| 2005         | Campeonato de España de F3            | Racing Engineering                 | 15       | 3         | 2     | 5  | 7      | 96       | 4.º      |
| 2006         | GP2 Series                            | Racing Engineering                 | 21       | 0         | 0     | 0  | 0      | 0        | 26.º     |
| 2006         | Campeonato de España de F3            | Racing Engineering                 | 4        | 0         | 0     | 0  | 3      | Invitado | Invitado |
| 2007         | GP2 Series                            | Racing Engineering                 | 21       | 3         | 0     | 0  | 5      | 42       | 6.º      |
| 2008         | GP2 Series                            | Racing Engineering                 | 19       | 0         | 0     | 0  | 0      | 8        | 17.º     |
| 2008         | International GT Open - GTS           | Roger Racing                       | 1        | 0         | 0     | 0  | 0      | 0        | NC       |
| 2008–09      | GP2 Asia Series                       | Super Nova Racing                  | 11       | 0         | 0     | 1  | 1      | 12       | 10.º     |
| 2009         | GP2 Series                            | Super Nova Racing                  | 20       | 0         | 0     | 0  | 3      | 27       | 10.º     |
| 2009         | MINI Challenge España                 | Moncloa Motor Team                 | 8        | 4         | 4     | 5  | 5      | 88       | 9.º      |
| 2009–10      | GP2 Asia Series                       | Arden International                | 6        | 0         | 0     | 1  | 2      | 19       | 4.º      |
| 2010         | MINI Challenge España                 | Lenker&Grümblau                    | 12       | 6         | 7     | 8  | 10     | 214      | 1.º      |
| 2010         | MINI Challenge Australia              | MINI Spain                         | 3        | 0         | 0     | 1  | 0      | 84       | 26.º     |
| 2011         | WTCC                                  | Proteam Racing                     | 24       | 0         | 0     | 1  | 1      | 59       | 12.º     |
| 2011         | MINI Challenge España                 | Lenker&Grümblau                    | 12       | 4         | 3     | 4  | 7      | 217      | 4.º      |
| 2012         | CER - Clase 2                         | Drivex                             | 2        | 0         | 0     | 0  | 0      | 31       | 39.º     |
| 2012         | Racecar Euro Series - Elite           | TFT                                | 4        | 1         | 0     | 1  | 3      | 603      | 3.º      |
| 2012         | Racecar Euro Series - Elite           | Gonneau Racing                     | 6        | 0         | 1     | 1  | 3      | 603      | 3.º      |
| 2013         | NASCAR Whelen Euro Series - Elite     | Scorpus Racing                     | 6        | 0         | 0     | 0  | 1      | 187      | 20.º     |
| 2013         | Finales Internacionales Clio Cup 2013 | SMC Junior                         | 2        | 1         | 1     | 0  | 1      | 22       | 2.º      |
| 2014         | Maxi Endurance 32H                    | Club Circuito Guadalope / Pakalgar |          |           |       |    |        |          | 6.º      |
| 2017         | Renault Clio Cup Spain                | SMC Junior                         | 2        | 1         | 0     | 2  | 2      | 58       | 9.º      |
| Referencias: |                                       |                                    |          |           |       |    |        |          |          |

### C.E. Montaña
| 2011         | C2 | Langreo Motor Club Bango Racing Cars | 1 | 1  | 1 | ?   | ?   |
| 2012         | C2 | Langreo Motor Club Bango Racing Cars | ? | 17 | ? | 256 | 2.º |
| 2013         | C2 | Langreo Motor Club Bango Racing Cars | ? | 15 | ? | 375 | 1.º |
| 2014         | C2 | Langreo Motor Club Bango Racing Cars | ? | 13 | ? | 425 | 1.º |
| 2015         | C2 | Langreo Motor Club Bango Racing Cars | ? | 3  | ? | 147 | 1.º |
| 2016         | C2 | Langreo Motor Club Bango Racing Cars | ? | 6  | ? | 150 | 1.º |
| 2017         | C1 | Langreo Motor Club Bango Racing Cars | ? | 4  | ? | 136 | 1.º |
| 2018         | C1 | Langreo Motor Club Bango Racing Cars | ? | 4  | ? | 146 | 2.º |
| 2019         | C1 | Langreo Motor Club Bango Racing Cars | 7 | 5  | 5 | 149 | 1.º |
| 2020         | C1 | Langreo Motor Club Bango Racing Cars | ? | 2  | ? | 85  | 1.º |
| 2021         | C2 | Langreo Motor Club Bango Racing Cars | ? | 6  | ? | 150 | 1.º |
| 2022         | C2 | Langreo Motor Club Bango Racing Cars | 5 | 4  | 5 | 118 | 1.º |
| 2023         | C3 | Langreo Motor Club Bango Racing Cars | 4 | 4  | 4 | 100 | 1.º |
| 2024         | C1 | Langreo Motor Club Bango Racing Cars | 4 | 3  | 4 | 93  | 1.º |
| Referencias: |    |                                      |   |    |   |     |     |

## Resultados

### GP2 Series
(Clave) (negrita indica pole position) (cursiva indica vuelta rápida puntuable)

| Año  | Escudería          | 1   | 1   | 2   | 2   | 3   | 3   | 4   | 4   | 5   | 5   | 6   | 6   | 7   | 7   | 8   | 8   | 9   | 9   | 10  | 10  | 11  | 11  | Pos. | Puntos | Ref.   |
| ---- | ------------------ | --- | --- | --- | --- | --- | --- | --- | --- | --- | --- | --- | --- | --- | --- | --- | --- | --- | --- | --- | --- | --- | --- | ---- | ------ | ------ |
| 2006 | Racing Engineering | VAL | VAL | IMO | IMO | NÜR | NÜR | BAR | BAR | MON | MON | SIL | SIL | MAG | MAG | HOC | HOC | BUD | BUD | EST | EST | MNZ | MNZ | 26.º | 0      | [ 25 ] |
| 2006 | Racing Engineering | 18  | 9   | 13  | 18  | 9   | 20  | 14  | 15  | Ret | Ret | 14  | 13  | 17  | 16  | 11  | 13  | Ret | 15† | 15  | 16  | 9   | Ret | 26.º | 0      | [ 25 ] |
| 2007 | Racing Engineering | SAK | SAK | BAR | BAR | MON | MON | MAG | MAG | SIL | SIL | NÜR | NÜR | BUD | BUD | EST | EST | MNZ | MNZ | SPA | SPA | VAL | VAL | 6.º  | 42     | [ 26 ] |
| 2007 | Racing Engineering | Ret | 10  | 8   | 2   | Ret | Ret | 7   | 1   | 13  | 22† | 8   | 1   | 8   | 1   | 12  | Ret | 6   | Ret | 4   | 15  | 8   | 2   | 6.º  | 42     | [ 26 ] |
| 2008 | Racing Engineering | BAR | BAR | EST | EST | MON | MON | MAG | MAG | SIL | SIL | HOC | HOC | BUD | BUD | VAL | VAL | SPA | SPA | MNZ | MNZ |     |     | 17.º | 8      | [ 27 ] |
| 2008 | Racing Engineering | 14  | 6   | 7   | 15  | 14  | 13  | 14  | 10  | 13  | Ret | 10† | 5   | 13  | 6   | Ret | 5   | 17  | 8   | Ret | EX  |     |     | 17.º | 8      | [ 27 ] |
| 2009 | Super Nova Racing  | BAR | BAR | MON | MON | EST | EST | SIL | SIL | NÜR | NÜR | BUD | BUD | VAL | VAL | SPA | SPA | MNZ | MNZ | ALG | ALG |     |     | 10.º | 27     | [ 28 ] |
| 2009 | Super Nova Racing  | 10  | Ret | 10  | 8   | 7   | 2   | Ret | 15  | 5   | 6   | 3   | 5   | 18† | 9   | 13  | 10  | 7   | 10  | 13  | 2   |     |     | 10.º | 27     | [ 28 ] |

### GP2 Asia Series
(Clave) (negrita indica pole position) (cursiva indica vuelta rápida puntuable)

| Año     | Escudería           | 1    | 1    | 2    | 2    | 3    | 3    | 4    | 4    | 5   | 5   | 6    | 6    | Pos. | Puntos | Ref.   |
| ------- | ------------------- | ---- | ---- | ---- | ---- | ---- | ---- | ---- | ---- | --- | --- | ---- | ---- | ---- | ------ | ------ |
| 2008-09 | Super Nova Racing   | SHA  | SHA  | DUB  | DUB  | SAK1 | SAK1 | LOS  | LOS  | KUA | KUA | SAK2 | SAK2 | 10.º | 12     | [ 29 ] |
| 2008-09 | Super Nova Racing   | 4    | 3    | 9    | C    | 9    | 5    | 13   | 10   | 19  | 18  | 15   | 12   | 10.º | 12     | [ 29 ] |
| 2009-10 | Arden International | YMC1 | YMC1 | YMC2 | YMC2 | SAK1 | SAK1 | SAK2 | SAK2 |     |     |      |      | 4.º  | 19     | [ 30 ] |
| 2009-10 | Arden International |      |      | 4    | 11   | 3    | 3    | 7    | 6    |     |     |      |      | 4.º  | 19     | [ 30 ] |

### Campeonato Mundial de Turismos
(Clave) (negrita indica pole position) (cursiva indica vuelta rápida)

| Año  | Equipo         | Automóvil  | 1        | 2       | 3       | 4        | 5       | 6       | 7       | 8       | 9       | 10      | 11        | 12       | 13       | 14       | 15       | 16       | 17      | 18       | 19       | 20      | 21       | 22        | 23       | 24       | Pos. | Puntos |
| ---- | -------------- | ---------- | -------- | ------- | ------- | -------- | ------- | ------- | ------- | ------- | ------- | ------- | --------- | -------- | -------- | -------- | -------- | -------- | ------- | -------- | -------- | ------- | -------- | --------- | -------- | -------- | ---- | ------ |
| 2011 | Proteam Racing | BMW 320 TC | BRA 1 14 | BRA 2 8 | BEL 1 9 | BEL 2 10 | ITA 1 8 | ITA 2 8 | HUN 1 3 | HUN 2 7 | CZE 1 9 | CZE 2 7 | POR 1 Ret | POR 2 17 | GBR 1 17 | GBR 2 16 | GER 1 12 | GER 2 10 | ESP 1 6 | ESP 2 19 | JPN 1 12 | JPN 2 8 | CHN 1 10 | CHN 2 Ret | MAC 1 11 | MAC 2 10 | 12.º | 59     |